# Eleições presidenciais do Brasil no estado do Rio de Janeiro
A seguir está uma tabela das eleições presidenciais do Brasil no Rio de Janeiro, ordenadas por ano. Desde as eleições de 1945.
O estado tem a segunda maior metrópole do Brasil. Apesar de ser, em termos de território, o terceiro menor estado brasileiro (ficando atrás apenas de Alagoas e Sergipe), concentra 8,4% da população do país, sendo o estado com maior densidade demográfica do Brasil. Segundo dados do Censo 2010, o estado é o terceiro mais populoso do Brasil, atrás de São Paulo e Minas Gerais. A estimativa populacional calculada pelo IBGE, tendo como referência em 1.° de julho de 2021, foi de 17 463 349 habitantes.
Os vencedores do estado estão em negrito.

## Partidos com mais vitórias
| Partido | Vitórias | Eleições                            |
| ------- | -------- | ----------------------------------- |
| PT      | 6        | 1989, 1998, 2002, 2006, 2010 e 2014 |
| PSD     | 3        | 1945, 1955 e 1960                   |
| PTB     | 1        | 1950                                |
| PSDB    | 1        | 1994                                |
| PSL     | 1        | 2018                                |
| PL      | 1        | 2022                                |

## Eleições de 1945 até hoje
|  | Mesmo vencedor nacional        |
|  | Vencedor diferente do nacional |

### Nova República (1985–presente)
| Ano  | Turno | Vencedor          | Part. | Votos     | %     | Segundo lugar   | Part. | Votos     | %     | Terceiro lugar    | Part. | Votos     | %     | Ref    |
| ---- | ----- | ----------------- | ----- | --------- | ----- | --------------- | ----- | --------- | ----- | ----------------- | ----- | --------- | ----- | ------ |
| 2022 | 1.º   | Lula da Silva     | PT    | 3.847.143 | 40,68 | Jair Bolsonaro  | PL    | 4.831.246 | 51,09 | Simone Tebet      | MDB   | 159 773   | 1,61  | [ 2 ]  |
| 2022 | 2.º   | Lula da Silva     | PT    | 4 156 217 | 43,47 | Jair Bolsonaro  | PL    | 5.403.894 | 56,53 | -                 | -     | -         | -     | [ 2 ]  |
| 2018 | 1.º   | Jair Bolsonaro    | PSL   | 5 107 735 | 59,79 | Fernando Haddad | PT    | 1 255 425 | 14,69 | Ciro Gomes        | PDT   | 1 300 292 | 15,22 | [ 3 ]  |
| 2018 | 2.º   | Jair Bolsonaro    | PSL   | 5 669 059 | 67,95 | Fernando Haddad | PT    | 2 673 386 | 32,05 | -                 | -     | -         | -     | [ 3 ]  |
| 2014 | 1.º   | Dilma Rousseff    | PT    | 2 970 486 | 35,62 | Aécio Neves     | PSDB  | 2 242 363 | 26,93 | Marina Silva      | PSB   | 2.590.871 | 31,07 | [ 4 ]  |
| 2014 | 2.º   | Dilma Rousseff    | PT    | 4 488 183 | 54,94 | Aécio Neves     | PSDB  | 3 681 088 | 45,06 | -                 | -     | -         | -     | [ 4 ]  |
| 2010 | 1.º   | Dilma Rousseff    | PT    | 3 739 632 | 43,76 | José Serra      | PSDB  | 1 925 166 | 22,53 | Marina Silva      | PV    | 2 693 130 | 31,52 | [ 5 ]  |
| 2010 | 2.º   | Dilma Rousseff    | PT    | 4 934 077 | 60,48 | José Serra      | PSDB  | 3.223.891 | 39,52 | -                 | -     | -         | -     | [ 5 ]  |
| 2006 | 1.º   | Lula da Silva     | PT    | 4 092 648 | 49,17 | Geraldo Alckmin | PSDB  | 2.402.076 | 28,86 | Heloísa Helena    | PSOL  | 1 425 699 | 17,13 | [ 6 ]  |
| 2006 | 2.º   | Lula da Silva     | PT    | 5 532 284 | 69,68 | Geraldo Alckmin | PSDB  | 2.406.487 | 30,31 | -                 | -     | -         | -     | [ 6 ]  |
| 2002 | 1.º   | Lula da Silva     | PT    | 3 284 258 | 40,16 | José Serra      | PSDB  | 721 081   | 8,81  | Anthony Garotinho | PSB   | 3 449 001 | 42,18 | [ 7 ]  |
| 2002 | 2.º   | Lula da Silva     | PT    | 6 318 104 | 78,97 | José Serra      | PSDB  | 1 682 472 | 21,03 | -                 | -     | -         | -     | [ 7 ]  |
| 1998 | 1.º   | Fernando Henrique | PSDB  | 2 848 277 | 42,27 | Lula da Silva   | PT    | 2.851.274 | 42,32 | Ciro Gomes        | PPS   | 708 279   | 10,51 | [ 8 ]  |
| 1994 | 1.º   | Fernando Henrique | PSDB  | 3 102 664 | 47,18 | Lula da Silva   | PT    | 1.689.772 | 25,69 | Enéas Carneiro    | PRONA | 767 702   | 11,67 | [ 9 ]  |
| 1989 | 1.º   | Fernando Collor   | PRN   | 1 189 385 | 16,07 | Lula da Silva   | PT    | 904 223   | 12,22 | Leonel Brizola    | PDT   | 3 855 561 | 52,02 | [ 10 ] |
| 1989 | 2.º   | Fernando Collor   | PRN   | 1 941 499 | 27,08 | Lula da Silva   | PT    | 5 227 886 | 72,92 | -                 | -     | -         | -     | [ 10 ] |

### República Populista (1945–1964)
- Não inclui o Distrito Federal e nem o Estado da Guanabara.

| Ano  | Turno | Vencedor             | Part. | Votos   | %     | Segundo lugar | Part. | Votos   | %     | Terceiro lugar    | Part | Votos   | %     | Ref.   |
| ---- | ----- | -------------------- | ----- | ------- | ----- | ------------- | ----- | ------- | ----- | ----------------- | ---- | ------- | ----- | ------ |
| 1960 | único | Jânio Quadros        | PTN   | 245.655 | 38,27 | Teixeira Lott | PSD   | 249.707 | 38,90 | Ademar de Barros  | PSP  | 146.485 | 22,82 | [ 11 ] |
| 1955 | único | Juscelino Kubitschek | PSD   | 215 456 | 46,19 | Juarez Távora | UDN   | 101 186 | 21,69 | Ademar de Barros  | PSP  | 122 101 | 26,17 | [ 12 ] |
| 1950 | único | Getúlio Vargas       | PTB   | 274 588 | 64,98 | Eduardo Gomes | UDN   | 110 942 | 26,25 | Cristiano Machado | PSD  | 36 502  | 8,63  | [ 13 ] |
| 1945 | único | Eurico Dutra         | PSD   | 178.073 | 55,52 | Eduardo Gomes | UDN   | 99.706  | 31,08 | Iedo Fiúza        | PCB  | 42.538  | 13,26 | [ 14 ] |